# ロックマンX4
『ロックマンX4』（ロックマンエックスフォー、ROCKMAN X4）は、1997年8月1日にカプコンからPlayStation、セガサターン用に発売されたアクションゲームである。

## 概要
ロックマンXシリーズ第4作にして、シリーズ10周年記念作品の第3弾。ゼロが全般的に操作できる正式なプレイヤーキャラクターになったことに加え、アニメカットシーンやボイスの導入、グラフィックや音源の鮮明化など、ハード移行に伴ってより高い表現力を実現している。ゲーム内アニメパートは『ロックマン8 メタルヒーローズ』と同様、XEBEC（現・Production I.G）が製作を担当している。ゲームアーカイブス版では、『ポケモンショック』の影響後、点滅表現が変更や削除されるなどの対応がとられていない（ただし、2018年7月25日にPC版で発売され、後に同年7月26日にコンソール版で発売された『ロックマンX アニバーサリー コレクション』では、点滅表現が変更や削除されるなどの対応がとられている）。
本作ではゲーム開始時にエックスとゼロのどちらかを選択する「ダブルヒーロー制」を導入している。ゼロの攻撃は前作のバスター主体からゼットセイバー主体へと変更され、従来のシューティング感覚の強い操作性と一線を画したその操作性は、後続の作品にも強く影響を与えている。ストーリーの内容は根本こそ同じだが登場キャラクターや挿入される展開が多少変わり、ゼロの場合はより濃密となっている。しかし、それに反してエックスの扱いが軽すぎるため、「影が薄くなった」ことを非難されている。
パッケージデザインはPS版は従来と同じく各キャラクターを載せたものとなっているが、SS版では暗闇の中にスポットライトのような光を当てられたゼロが一人だけ佇んでいるというデザインに変更されている。
スペシャルリミテッドパックとして、エックスのアルティメットアーマーの立体キットが同梱された限定版も同時発売された。

## ストーリー
大規模な災害時に迅速な対応をするために設置されたレプリロイドで構成された軍隊、レプリフォースはイレギュラーハンターと共にイレギュラーを回収していた。両者はこれまでお互いに助け合い、協力しながら、それぞれの任務を行っていた。
だがある日、巨大イレギュラーによって、空中都市スカイラグーンが占拠されその影響で下の町に落下、巨大イレギュラーがレプリフォース仕様のものであったこと、レプリフォースの主力戦力として採用されている「ノットベレー」の姿が現場で見受けられたことなどから、レプリフォースに疑いがかかる。
この事態にイレギュラーハンター側は、現場にいた指揮官･カーネルに事情聴取のための投降を要請したが、軍人としてのプライドを優先したカーネルはこの要請を拒否。その結果、巨大な軍事力を持ったレプリフォースが最高司令官･ジェネラルをリーダーとして一斉にクーデターを起こし、各地を占拠してしまった。
イレギュラーハンター司令部は直ちにレプリフォース全体をイレギュラーと認定し、エックス、及びゼロに出撃命令を下した。

## ゲーム内容

### システム
対応ハードがSFCからPS・SSへ移行したことに伴い、本作で追加及び変更されたシステム・仕様を記載する。
ダブルヒーローシステム
前述通り、本作ではゲーム開始時にエックスかゼロのどちらかを選択して進行する形式が取られている。選択したキャラクターによって操作性やストーリー展開、会話内容が変化する。ただし、一度選ぶとデータを上書き、消去しない限り変更はできない。
記録方式
ゲームの記録がパスワード方式から外部・内部メモリへのセーブ方式に変更された。これによりパスワード入力の手間が省略されたが、セーブデータはメモリ媒体1つにつき3つまでしか作れない。Windows版では記録箇所の切り替えができるためさらに3つ作成でき、総計6つまで作れる。
ステージ分割
本家シリーズの『ロックマン8』同様、ステージが前半・後半に2分割された。前半最深部に到達すると後半ステージに移動し、体力・武器エネルギー共に全快する。後半でゲームオーバーになった場合は、後半から再開できる。ただしステージ分割は基本的に本作のみの要素になっている。
その他の追加・変更点
- ステージ中に登場する中ボスにも体力ゲージが表示されるようになった。
- 体力・武器エネルギー回復アイテムには従来の大・小に加え、最大値まで回復する「MAX」が登場した。
- 体力ゲージ下に残機数、武器エネルギーゲージ上に特殊武器の残弾数が表示されるようになった。
- ゲージに目盛りが表示されなくなり、武器エネルギーゲージはカラーが統一された。
- サブタンクの最大数が2個に減少した（従来は最大4個）。また、武器エネルギー用のサブタンクも登場した（こちらは最大1個のみ）。
- サブタンクは体力満タン時でなくとも、取得するだけで蓄積されるようになった。
- 初期残機数を3機から5機に増加させる「EXアイテム」が登場した。
- エックスバスターにはボタンが2つ割り当てられている（デフォルトでは□・△ボタン）。そのため、特殊武器選択中もエックスバスターを併用可能になった。ただし両ボタンで同時にチャージを行うことはできない。
- アームパーツを装備した際、従来は通常の2段階目チャージの延長上に新たに3段階目以降のチャージが追加される形であったが、本作以降は2段階目のチャージショットそのものが変化する形になった。
- 『X2』『X3』に実装されていた「ギガクラッシュ」「ハイパーチャージ」などの「敵からのダメージによってエネルギーを蓄積させ、満タン時に使用可能になる特殊攻撃」に本作からは「ギガアタック」という名称が与えられ、且つ同攻撃専用の「ギガアタックボタン」が追加された（デフォルトではR2ボタン）。
- エックスの特殊武器は、ミスからの再開時にも全快するようになった。また、従来に比べて消費エネルギー（特にチャージ版）が全体的に増加している。
- ボス戦前に会話デモが挿入されるようになり、キャラクター性がより濃密なものになった。
- ボス戦の直前に、画面上に警告音と共に「WARNING（ワーニング）」の文字が表示されるようになった。この演出は後のシリーズタイトルでも多く採用されている。
- 各ボスキャラクターは弱点以外の特殊武器に対する耐性が高められている。そのほとんどは無効で弾かれてしまったり、有効であっても全くダメージを与えられなくなっている。
- ボスの無敵時間中にバスターをヒットさせた場合は弾が弾かれるようになり、連射力に多少の影響が出るようになった。
- エックスのアーマー（一部のみ装備している場合も含む）は非戦闘時には外しており、戦場到着時に装着するようになった。

## 登場キャラクター

### メインキャラクター

#### イレギュラーハンター
エックス（X）
声 - 伊藤健太郎
イレギュラーハンター第17部隊隊長の役職についている戦闘用レプリロイド。ゼロルートでは登場しない。仲間であるレプリロイドを破壊するという罪悪感と、大切な人たちを守るという使命感の2つの感情に苦悩する。
ゼロに比べると今回のストーリーとの関わり自体は希薄だが、自身がイレギュラー化する可能性を危惧したり、そのときにはゼロに倒される運命になることを予感するなどと、シリーズの根幹に関わる展開が目立つ。
ゼロ（Zero）
声 - 置鮎龍太郎
第0特殊部隊移籍と同時に隊長となった。レプリフォースの反乱により、旧友であるカーネルと対峙することとなる。イレギュラーハンター司令部より、エックスと共にレプリフォースのクーデターを鎮圧せよと命令を受ける。
本作からはバスターではなく近接武器である「ゼットセイバー」を主要武器として扱うようになる。
エックスルートではエンディングのみの登場だが、その場面での彼の台詞は後のシリーズの展開に関する重要な伏線となっている。

#### レプリフォース
ジェネラル（General）
声 - 大友龍三郎
レプリフォースの陸軍、海軍、空軍、宇宙軍を統括する最高司令官。ボディのカラーは金色を基調としている。シリーズ屈指の巨大レプリロイド。実力はもちろん、人格にも優れ、部下からの人望も厚い。両腕部に光学兵器などを仕込んでいて戦闘の際にはこれを駆使して戦う。
元々はクーデターを起こす気など更々無く、シグマの唆しにも全く耳を貸さなかったが、シグマの仕組んだイレギオンによる暴走が原因で、反逆者の汚名を着せられてしまい、部下たちの身を守るために、やむなく宣戦布告する。
クーデター勃発後は宇宙にある、占領したコロニーレーザー（=ファイナル・ウェポン）に向かい、そこで戦争の指揮を取っていたが、その後乗り込んできたエックス・ゼロと交戦するも、その道中にファイナル・ウェポンがシグマに悪用され照準が地球に向けられていることを知り、最後は自身のしたことの愚かさを詫びながら、自爆行為で自らのボディをぶつけることで破壊させると同時に壮絶な最期を遂げた。
カーネル（Colonel）
声 - 山野井仁
レプリフォース陸軍士官でアイリスの兄。白を基調としたカラーのボディと顎の赤いパーツが特徴。数々の武勲を立てた軍人であり、仲間への思いやりも強いが、レプリフォースの軍人としてのプライドが高過ぎるために融通の利かない一面も併せ持っており、それが原因でイレギュラーハンターとレプリフォースの対立を決定的なものにしてしまった。ゼロと同じく、主にセイバー（ゼロのものとは異なり、こちらは棒状）を駆使して戦う。
ゼロルートでは、アイリスによる平和的解決の願いに悩んでこそいたものの最後まで自分の信念を押し通し、ゼロと戦い破壊された。
エックスルートでは2度戦うが、自らを遥かに凌駕するエックスの潜在能力を見抜けずに戦死した。
『X Dive』では2021年4月21日から実装。本編と同様の技、敵の位置まで高速移動と同時に敵を斬りかかる「フォースブレード」と壁や地形を無視する巨大な斬撃波を飛ばす「グランドクラッシュ」のアクティブスキルを持つ。また、自身が持つ武器のライトセイバーの名称「カーネリオン」も登場する。
アイリス（Iris）
声 - 水谷優子 / 遠藤綾（X DiVE）
レプリフォースのオペレーターでカーネルの妹。首から下を除けばほぼ人間に近い。ボディのカラーは赤色を基調としている。
巨大イレギュラー（=イレギオン）に拉致されスカイラグーンに置き去りにされた所をゼロに助けられ、イレギュラーハンター司令部に保護されていた。次第にゼロに思いを馳せるようになるが、彼は最愛の兄と敵対しているため両者の間で思い悩んでいる。
平和を愛する優しい心の持ち主であるが、彼女もジェネラルやカーネルの理想である「レプリロイドだけの世界」に共感を抱きつつあった。兄がゼロに倒されたのを知った彼女は、絶望と悲しみに動かされて司令部を去り、レプリフォースの元（ファイナル・ウェポン）へ向かう。
ファイナル・ウェポンにてゼロへの謝罪の言葉と兄への想いを告げ、回収したカーネルのデータチップを用いて自らの封印を解き、紫色のライドアーマー状のアーマーを装備。自らの意思で好意を寄せていたゼロに復讐の対象として襲い掛かったが、最後はゼロの手によって倒され、彼に看取られる形で死を迎え、心を通じ合わせていたものの互いの想いがすれ違ったままで終わった。この経験はゼロの心に深い傷を負わせると同時に「自分は何のために戦っているのか」という疑問を強く投げかけることとなる。
アイリス自体はゼロルートのみに登場し、エックスルートではスカイラグーン事件のイベントで台詞上でのみカーネルが「妹を助けに来た」旨の発言をする。本ソフト発売時に放映されたCMにおいて彼女の最期のシーン（およびゼロの絶叫）が使用されている。
次作『X5』でのゼロのエンディング時には、ゼロの暴走した記憶メモリーの中で一瞬だけ登場。この時ゼロは自身が彼女を手にかけたことへの罪悪感を吐露している。
本作の前日談に当たる『ソウルイレイザー』ではオペレーター研修生時代の姿で登場し、同時にエックスと面識があることが判明している。
コミックスでは上述のデータチップはシグマにより渡されている。無理やり力を与えられゼロと戦うこととなり破壊された。
『X DiVE』では、ダイヴフェス限定ガチャでのみ本編の姿で登場する他、季節限定ガチャでは「愛夏のアイリス」「スウィートアイリス」「三神子のアイリス」、『モンスターハンター』のコラボによるジンオウガを模したオリジナルの姿「ジンオウアイリス」、『X DiVE』オリジナルでは「渾然たるアイリス」と、プレイヤーのレベル120に満たすと装着可能になるアーマー「オリジンアーマー」をアイリスが装着した姿「アイリス ダイヴアーマー」が存在する。また、本編の姿から『ソウルイレイザー』のオペレーター姿のスキン変更が可能となる。
2021年4月28日からはダイヴフェス限定ガチャでのみ排出される「渾然たるアイリス」が登場。Xシリーズに登場しない『X DiVE』のオリジナルキャラクター。従来の姿の手元から赤いコアエネルギーを浴びて変身し、本編の姿と異なる容姿とカーネルのような威厳のある性格となる。赤を基調としたカラーと軍服を纏い、赤いビームブレード状のレイピアを持つ。一時的に相手の攻撃を防ぎ、再度発動すると滅斬で範囲内の目標にダメージを与える「不滅乃構」と、本編のゼロのラーニング技「雷神撃」をアレンジした広範囲の「迅雷豪閃」のアクティブスキルを持つ。

#### その他のメインキャラクター
ダブル（Double）
声 - 松本保典
エックスの部下としてイレギュラーハンター第17精鋭部隊に配属、共に活動することになった新米ハンター。ボディのカラーは山吹色と黄色を基調としている。
実力はC級程度。テキパキと情報収集を行ない、多忙なエックスをサポートしてくれるが、性格は慌てん坊で、かなりのおっちょこちょい。だが、ハンター内での評判はまんざら悪くはなかった様子である。口癖は「～デシ」。
しかしその正体はスパイとして送り込まれたシグマの手下であり、エックスがファイナル・ウェポンへ出動した後にシグマからの命令を受けて残忍な本性を表し、瞬時にエックスの部下たちを虐殺。エックスを抹殺するべく自身もファイナル・ウェポンへ乗り込んだ。
身体が液体金属で作られており、対象を信頼させる三枚目な人格を容姿ごと作り保つ形態と、両腕に備えられたブレードにより戦闘を行う本来の形態の2種類の姿を持ち、ダブルという名はこのことから付けられた。最終的にエックスに敗北し死亡し、彼の死には信頼していただけにエックス自身もショックを受けた。
本ソフト発売時に放映されたCMやOPムービーや本ソフトのパッケージ表面のイラストには彼の真の姿は登場せず伏せられていた。ダブル自体はエックスルートのみ登場。
シグマ（Σ / Sigma）
声 - 麦人
エックス・ゼロとは深い因縁を持つイレギュラー。今回も復活を果たし、ダブルを製作してハンター内部へ情報操作兼破壊工作員として送り込んだ。手始めにジェネラルを唆して反乱を起こさせようとするが相手にされず、その後、レプリフォースの仕様に見せかけて作成したイレギオンにスカイラグーンを襲わせ「レプリフォース大戦」を引き起こした。
正体を隠すためか黒衣をまとい、武装も鎌状の武器を所持して死神のような姿をしている。今作でのボディのカラーリングは前作同様に黄色と紫を主体としているが、ボディ各所の装甲が分厚く全身が筋肉質な体付きを髣髴させるデザインとなっている。また肩のパーツに爪のような形をした小型の鎌状の武器を装備しており、この武器は戦闘時の際 破壊することができないものとなっている。
今作のゼロルートではシグマ本人から過去のエピソードが語られている。
イレギュラーハンターの隊長時代、とある場所を中心に、謎の赤いイレギュラー（ゼロ）に因るハンター惨殺事件が多発。ハンター・ガルマが率いる部隊が壊滅されたことを受け、これ以上の犠牲を出させるわけには行かないとして単身で鎮圧する目的から自ら現場へ赴いた。始めは優位を保っていたが徐々に劣勢になり、焦りを見せた所、左腕を手刀で引き千切られて手が塞がった状態となってしまい、ゼロから容赦ない攻撃を連続して喰らい続けたことから、身体の各所が激しい損傷を受けてKOされた。そこから更に破壊される寸前まで追い詰められシグマは絶体絶命となる。ところがゼロが突如苦しみ始め、危機を脱した状態となった。その隙を付いてヘッドパーツの額部分の「W」マーク（逆三角形のランプ）を渾身の一撃で破壊し撃破に成功。満身創痍の身ながら辛くも勝利を収めたが、この戦いを機にシグマがイレギュラーとなる要因を持ってしまったと言われている。
ボス戦では「ファントムシグマ（マント装備）（Phantom Sigma（Cloaked））」、「ファントムシグマ(マントなし)（Phantom Sigma（Uncloaked））」、「シグマガンナー&アースシグマ」もしくは「ガンナーシグマ & アースシグマ（Gunner　Sigma & Earth Sigma）」。
本作は3段階と過去最多の連戦であり、かつ最終形態は2体に分かれている。無論両方倒さなければエンディングは迎えられない。
『PROJECT X ZONE 2：BRAVE NEW WORLD』で敵として登場する際は本作の姿で登場しているが、最終形態にはならない。
『X Dive』では限定ガチャのみの排出で、「シグマ（X4第二形態）」の名称で登場する。本編と同じ攻撃パターンの鎌を振り回す「デススロー」と前方にビームを発射する「シグマレーザー」のアクティブスキルを持つ。
Dr.ワイリー（Dr.Wily）
声 - 青野武
ゼロルートのOPムービーにシルエットの姿で登場。過去にワイリーマシンやワイリーカプセルでロックマンと戦った人物であり、フォルテを作った人物でもある。本作ではゼロの夢に登場し、自ら名乗ることはなかったが、「あいつ（エックス）を倒せ」と告げる。

### ボスキャラクター

#### メインボス
斜体は異名。スプリット・マシュラームのみ日本国外の英名が変更されていない。本作は既にレプリフォース所属の者、今回の反乱を期にレプリフォース側に加わった者に分けられ、前者はレプリフォースの「R」、後者はシグマの「Σ」が体力ゲージのアイコンとなっている。前作まではメインボスのモデルに関する掟として「ファンタジー系は実在した生き物ではなく、分かりにくいため使用禁止」とされていたが、今作から架空の動物もモデルとして使われるようになった。プレイ時の選択キャラクター（エックスとゼロ）によって、ボスキャラクターの弱点となる武器（技）が異なることも前作との違いの1つとなっている。
なお、日本国外版ではボスのボイスはそのままだが、日本語で発する台詞は掛け声を除いてカットされた（ただしドラグーンの技を発する台詞はそのまま）。また日本国外版ではクジャッカーだけ声が丸々カットされ無声になっている。
密林のゲリラコマンダー ウェブ・スパイダス（Web Spidus）
日本国外では「ウェブ・スパイダー（Web Spider）」と表記される。
声 - 二又一成
クモ型レプリロイド。元イレギュラーハンター第0特殊部隊（別名：忍び部隊）所属でゼロの部下だったが、現在ではレプリフォースゲリラ部隊の隊長。
開戦後はジャングルの奥でビーム兵器を守っている。
エックスに対しては軍全体がイレギュラー認定されていることに怒りを露にするが、ゼロに対しては「やはりお前が来たか…」と躊躇う様子を見せつつも、最終的には「俺はレプリフォースを信じる」とゼロの説得を振り切り、戦いを挑んでくる。
特殊武器「ライトニングウェブ」や小蜘蛛を発射して攻撃してくる他、体力が一定以下になると巨大な網を張って動き回り、更にダメージを与えるほど動きも速くなる。
極北の暴れん坊　フロスト・キバトドス（Frost Kibatodos）
日本国外では「フロスト・ウォーラス（Frost Walrus）」と表記される。
声 - 岡和男
トド型（外見上のモチーフおよび日本国外版ではセイウチ）のレプリロイド。イレギュラーとして処分されそうになっていた所をジェネラルに拾われ、レプリフォース陸軍に就職。
暴れることしか考えない大きい身体の単細胞であり、暴れることこそがジェネラルへの恩義を示す唯一の方法と捉えている。
見た目で相手を推し量る一面がある。冷気で太い氷柱を作り出すことができ、台詞も氷に関係したものが揃っている。
なお、彼のステージの背景には氷付けにされたフローズン・バッファリオ（スタート地点）、アイシー・ペンギーゴ（中ボス戦）がいる。
本作のボスキャラクターで唯一、前半・後半のステージBGMが異なる。
鋼の破壊王 スラッシュ・ビストレオ（Slash Beastleo）
日本国外では「スラッシュ・ビースト（Slash Beast）」と表記される。
声 - 長嶝高士
ライオン型レプリロイド。「大暴れしたい」という理由でレプリフォース陸軍に入隊したが、兵士としての能力を認められ一指揮官に昇進。
厳つい風貌であり、隻眼であるのが特徴。開戦後、補給部隊とその輸送列車の警備に配置された。脚力が強く、輸送列車と同じ速度で走ることが可能である。
脚ならび爪先から「ツインスラッシャー」を放つのと膂力を使うのが戦法。登場の際は列車とほぼ同じスピードで駆けつけて乗り込むが、最終ステージのラッシュ時は上から落下してくるだけである。
大空の参謀長 ストーム・フクロウル（Storm Fukuroul）
日本国外では「ストーム・オウル（Storm Owl）」と表記される。
声 - 岡和男
フクロウ型（外見上のモチーフはミミズク）レプリロイド。レプリフォース参謀本部所属で、知略戦においてはレプリフォース中随一のレベルである将校。
開戦後は反乱派のレプリエアフォース（空軍）空中艦隊を率いて参加し、陽動作戦を展開している。レプリフォースこそが最強のレプリロイド軍団であることを頑なに信じており、自分たちをイレギュラーだとの考えを改めない人間たち、それに味方をするイレギュラーハンターに敵意を抱く。ゼロで赴いた際にも「正義はレプリフォース側にある」として、ゼロの言葉にも全く聞く耳を持たなかった。
「ダブルサイクロン」や3方向への羽根型弾、急降下からの鷲掴み攻撃、体力が一定値以下になると大ダメージの大竜巻と、奥の手としてサイクロンを4方向に断続的に角度を変えながら発射する。
他のボスとは異なり、弱点武器による攻撃を受けるとしばらくの間無敵時間が発生しなくなる。
初期設定画に添えられたコメントによれば階級は少佐。イーグリードとは仲が良く、そのことからエックスを恨んでいる。ペンギーゴとは仲が悪いという設定があった。
アクアデストロイヤー　ジェット・スティングレン（Jet Stingren）
日本国外では「ジェット・スティングレイ（Jet Stingray）」と表記される。
声 - 細井治
エイ型レプリロイド。レプリシーフォース（海軍）所属。軍人の身分に誇りを持ち、カーネルやジェネラルを尊敬している。
水陸両用型であるが飛行能力を有しており、普段は飛行している。
開戦後、レプリシーフォースを率いて都市の地下動力炉を破壊した。部隊と一緒に逃亡し港湾施設に立て篭もろうとしたが、エックスとゼロの追跡に遭い、迎撃することになる。
高速突進、特殊武器である小型エイ型メカ「グランドハンター」や水流で攻める。彼のみステージ中盤にも登場するが、既に倒している場合は登場しない。
シリーズ初の強制横スクロールステージ。ステージ中に1機失った場合、場所に関わらず再開はそのエリアの最初からとなる。
爆炎の武道家 マグマード・ドラグーン（Magmard Dragoon）
日本国外では「マグマ・ドラグーン（Magma Dragoon）」と表記される。
声 - 長嶝高士
ドラゴン型（翼竜型）レプリロイド。イレギュラーハンター第14特殊部隊の元隊長。ハンターとしての実力も指折りで上層部からの信頼も厚かったが、エックスやゼロとは格闘技者として「命を賭けて本気で戦いたい、そして勝ちたい」という欲望を抱いており、その心境をシグマに付け入れられてしまい、今作の騒動（事件）へ加わることになった。
今作の物語であるレプリフォース大戦のそもそもの切っ掛けであった、スカイラグーン事件による大惨事を引き起こした実行犯である（スカイラグーンを襲撃したイレギオンとは別行動を取っていた）。スカイラグーンの浮遊装置を破壊し、落下させた後はハンター本部を脱走し、レプリフォース側に加担した（体力ゲージのアイコンは「R」ではなく「Σ」）。
ストリートファイターシリーズに登場するリュウとケンの「波動拳（リュウが使う灼熱波動拳）」や「昇龍拳（ケンが使う昇竜拳）」、豪鬼の「天魔空刃脚」に酷似した技を使う。デザイナーによると「上半身の数珠のようなものは豪鬼のオマージュ」。
ステージの関係上、ライドアーマーに乗った状態で戦闘を行えるが、ライドアーマーを破壊されないままで倒すのは難しい。
エックスで赴いた場合はエックスを本気にさせるために挑発的な言動を行うが、ゼロで赴いた場合はやや後ろめたい発言をする。また、撃破後にも会話デモが挿入され、エックスに対しては本気で戦えたことに満足し、ゼロに対してはシグマの誘惑に負けたことを謝罪して消滅する。
『ロックマンX5』ではトレーニングモードのステージボスとして登場するが、本作と比べやや弱体化している。
廃墟の小悪魔 スプリット・マシュラーム（Split Mushroom）
声 - まるたまり
生物研究所（バイオラボラトリー）管理用キノコ型レプリロイド。子供染みた言動を見せており、性格も子供そのものである。
バイオラボラトリーの破棄と同時に処分されたが、シグマの手によって甦り、調査に来たエックスとゼロの相手＝「ヒーローごっこ」をするように命令を受けた。
特殊武器である分身「ソウルボディ」を作り出して相手にぶつけようとしてくる。分身は弱点の武器で破壊できる。
初期設定画ではレプリフォースの印がマーキングされていた。
ネットワークガーディアン サイバー・クジャッカー（Cyber Kujacker）
日本国外では「サイバー・ピーコック（Cyber Peacock）」と表記される。
声 - 二又一成
クジャク型コンピュータプログラムで、オネエ口調が特徴。
かつてはハッカーからネットワークを守るガードプログラムだったが、シグマに攻撃プログラムとして書き換えられた。
それにより性格は残忍さを極め、冷酷無慈悲な一面を持ち合わせている。
シグマにはエックスの調査も命令されていたが、未知数として測定することができず、驚愕していた。
瞬間移動で相手を翻弄しつつ、特殊武器「エイミングレーザー」での追尾攻撃を行う。
なお、エックスルートとゼロルートでは弱点武器（技）が異なる。

#### その他のボスキャラクター
イレギオン（Irregion）
オープニングステージのボス。ドラゴン型の巨大なイレギュラー。レプリフォース本部を襲撃後、アイリスをさらうと共にスカイラグーンを攻撃した。武器は巨大なツメや口から発射するボール状のビーム。背中に翼があり、空も飛べる。
シグマの偽装により周囲のイレギュラー（雑魚キャラ）共々レプリフォースのパーツが使われており、イレギュラーハンターがレプリフォースをイレギュラーと認定する原因を作り上げた。

#### 中ボス
基本的にそのステージのボスと弱点武器が同じ。
テントロイド（Tentroid）
マシュラームステージにいるテントウムシ型メカニロイド。足場の下にあるトゲ床の上を往復するように移動し、プレイヤーの位置をサーチして飛び上がり、しばらくすると再び足場下のトゲ床に戻るという動作を繰り返す。トゲ床を移動している間は攻撃できる武器が限られてしまう上、飛び上がる際は頭上の足場ごと破壊してくる。つまり全ての足場を破壊されてしまうと最終的にトゲ床に落ちて強制的にミスとなるが、倒せばその瞬間にトゲ床が消滅する。
ジェネレイド・コア（Generaid Core）
フクロウルステージの中ボス。空中戦艦の中心部。時々露出する赤いコアが弱点。それ自体は攻撃能力を持たないが、複数の護衛用小型ユニットがビーム攻撃を仕掛けてくる。ユニットは破壊可能だが、本体であるコアを破壊しない限り無限に出現する。
アイザード（Eyezard）
キバトドスステージの中ボス。冷気を操るメカニロイドで、前作『X3』で登場した雑魚敵「アイス･ド･ボー」の次世代機。本体であるコアを核に自身を氷で覆い、ツメやトゲに形状を変化させて戦う。体当たり攻撃のほか、床に激突した際に天井の氷柱を落とす攻撃も仕掛ける。
DG-42L
ビストレオステージの中ボス。元々はレプリフォースの輸送用列車で、クーデター後は砲台と3本のドリルで武装している。砲台のビーム砲と、伸縮する3つのドリルを使った攻撃を仕掛けてくる。

## エックスの能力

### 特殊武器
エックスは8つのステージの各ボスを倒すと、そのボスが所有する特殊武器を入手することができる。強化パーツの1つである「アームパーツ」を入手して初めてチャージが可能になる。本作では強化パーツ「ヘッドパーツ」を入手すると特殊武器の通常消費エネルギーが0になり、チャージしなければ無制限に使用できる状態となっている。
※名称の記述は「入手する特殊武器 - 所有するボス」とし、以下に述べる
ライトニングウェブ（Lightning Web）- ウェブ・スパイダス
- 通常 - 電気を纏った蜘蛛の巣状の網を発射する。網は発射後一定距離で展開され、しばらくの間その場に留まる。展開された網は物理的な「壁」として利用できる性質を持つが、一度壁蹴りを行うとその直後に消滅する。バスターに比べて威力・連射力共に低い上、消費エネルギーも多いため武器としては使い勝手の悪さが目立つが、特定の敵を一撃で破壊できるという隠れた一面を持つ。
- チャージ - 通常より若干大きな網を発射する。通常版同様、網は発射後一定距離で展開された後、ラグを置いてその網を中心に8方向に新たな網を同時に展開する。その後一定時間が経過すると、それぞれの網は散開して消滅する。見た目通り攻撃範囲は広いが、「一度の攻撃判定につき、1体の敵に与えられるダメージは1発のみ」という性質を持つため、思いのほか火力は低い。また、攻撃判定が現れるのは「発射・展開時」「8方向に新たな網を展開した時」「散開時」の計3度のみ。また通常版とは異なり、壁として利用できない。

フロストタワー（Frost Tower）- フロスト・キバトドス
- 通常 - 「はぁっ！」の掛け声と共にポーズを構え、エックス本人の周囲に冷気を放ち、巨大な氷塊を形成する。氷塊は形成後その場に残り（空中で発動した場合は真下に落下して地面に突き刺さる）、一定時間が経過すると砕け散る。直接敵に当てての攻撃や地形に設置することによるトラップ、氷塊の中に潜る（重なる）ことで敵の体当たりや特定の弾を遮断する防壁として利用することができる。また、特定のステージトラップを凍結させることが可能。
- チャージ - ポーズを構え、上空から1、2、3、4個と、巨大な氷塊を連続で形成・落下させる。氷塊は地形を貫通し、落下する位置の中央は常にエックスの位置を追う。次回作『X5』では上空から1、2、3個まで巨大な氷塊を落下させる。

ツインスラッシャー（Twin Slasher）- スラッシュ・ビストレオ
- 通常 - 刃状の弾を前方斜め上下の2方向同時に発射する。刃は画面の3分の2ほどまでの射程を持ち、進行方向の対地・対空攻撃を両立できるほどの広い攻撃範囲を持つ。威力は低いものの燃費が良く、最大2連射まで可能。
- チャージ - 「当たれ！」の掛け声とともに前方斜め上下に各4発、合計8発の残像を伴った刃を発射する。射程が無制限になり貫通力も強化され、進行方向のほとんどをカバー可能なほどの圧倒的な攻撃範囲を誇るが、威力は低い。また、特定の壁を破壊可能になる。

ダブルサイクロン（Double Cyclone）- ストーム・フクロウル
- 通常 - ポーズを構え、逆放物線状に上昇する真空の刃を纏ったエネルギー弾を左右（前後）同時に放出する。弾は敵にヒットするとその場に一定時間停滞し、対象に連続でダメージを与え続ける。対象との距離が近いほど連続ヒットさせやすい。発射時の隙は比較的大きく、空中では一瞬静止する。
- チャージ - 「行け！」の掛け声とともにポーズを構え、貫通力の高い竜巻を左右（前後）同時に放出する。竜巻は水平に飛んでいき、竜巻の先端が画面端に到達すると同時に消滅する。ライジングファイアとは対照的に、縦方向への攻撃範囲は非常に狭い。発動中は行動不能で、空中では静止した状態になる。次回作『X5』でもある場面でエックス（ゼロを操作していた場合）が特殊武器の1つとして使用してくるが、このチャージ版のみで通常版は使用しない。

グランドハンター（Ground Hunter）- ジェット・スティングレン
- 通常 - 地形に沿って移動する、先端に鋭いブレードを装着したエイ型メカニロイドを発射する。最大3連射まで可能で、発射直後は徐々に高度を下げながら滑空し、着地するとそこから地面に沿って前方に、壁に接触した場合は壁に沿って下方向に進む。エイ弾が滑空している間に十字キーを下に入力すると、その時点で軌道が真下に変化する（画面内全てのエイ弾に作用する）。特定の敵はこれでしか壊せない。
- チャージ - 水平に飛び地形を貫通する大型エネルギー弾を発射する。画面内に存在している状態で方向キーを上または下に入力すると、大型エネルギー弾から更に小型エイ弾を真上下方向へ同時に発射する。合計5回（=10体）小エイ弾を発射し終えた時点で、元のエイ弾は消滅する。通常版同様、特定の敵を倒せる。

ライジングファイア（Rising Fire）- マグマード・ドラグーン
- 通常 - 「ファイア！」の掛け声とともに拳を突き上げ、真上に向けて火炎弾を放つ。横方向への攻撃範囲は非常に狭いが、放った直後にはエックスの前後にも僅かな攻撃判定が現れる（空中でも同様）。空中発射時のモーションの僅かな間は空中で静止するため、連続して使用すれば滞空時間を延長できる。また、特定の地形を破壊できる。
- チャージ - 全身に炎を纏い、前方上空に飛び上がる。炎はジャンプの頂点に達すると、通常時のように火炎弾となって上空に放たれる。空中で使用した場合は2段ジャンプの形になる。また、発動から炎が放たれるまでの間無敵状態になる。地形に頭をぶつけると中断される。

『X Dive』では「エックス（ライジングファイア）」の名称で登場。アーマーを装着しない通常の姿と本編と同じ色になる。マクマード・ドラグーンと同様の前方の敵にダメージを与える「炎の波動」と上記のチャージショットと同様の特殊武器の名前のアクティブスキルを持つ。
ソウルボディ（Soul Body）- スプリット・マシュラーム
- 通常 - 一定時間、エックスの2キャラクター分ほど前方に虹色に発光するエネルギー状の分身を形成する。分身との位置関係は常に前方に固定され、分身を直接敵に接触させて攻撃する。分身は一定時間の経過のほか、エックスがダメージを受けることでも消滅する。また、通常攻撃では倒せない一部の敵キャラクターを破壊できる唯一の武器でもある。威力は高いが、本作の特殊武器の中では最も消費エネルギーが多く、射程も短い。
- チャージ - ポーズを構え、一定時間さながら幽体離脱のように画面内に限り自由に操作できる分身を出現させる。現れる分身は通常版のような発光体ではなくアーマー無装備のエックスそのもので、「チャージ不可のエックスバスターしか使用できない」「ダメージを受けない（敵の攻撃が当たらない）」「トゲやマグマ、氷の床などの地形トラップに影響されない（穴に落ちた場合は中断扱いとなる）」「ライドアーマーに乗れない」など、通常のエックスとはある程度仕様が異なる。分身が出現している間、エックス本体は発動した位置で静止した状態で無敵になる。

- 次回作『X5』のチャージショットでは上記と異なり、通常時に出す分身をゼロに目掛けて5体分直線状に飛んでいく。

エイミングレーザー（Aiming Laser）- サイバー・クジャッカー
- 通常 - この武器を選択すると、画面上にエックスを中心に前方180度にカーソルが出現する。カーソルは方向キー上下入力で操作可能で、カーソルで敵を捉えるとロックオン状態となる。その状態で攻撃ボタンを押すことにより、対象に一定時間レーザーを照射する。レーザーは自動で敵を捕捉して攻撃するため、ロックオンした対象は画面内であればどれだけ動き回ろうとも位置を問わずに攻撃可能。ロックオンは最大3体まで可能で、1体目には緑、2体目には赤、3体目には黄色と、カーソル及びレーザーの色が変化する。ただし、ロックオンはエックスがダメージを受けることで解除されてしまう。また、ロックオン中は武器選択画面でなければ武器を変更できない。
- チャージ - 一定時間、前方中距離に三角柱状のレーザーを照射する。通常版同様、レーザーは方向キー上下入力で操作可能で、多くの敵を巻き込んで攻撃することが可能。しかし見た目に反して攻撃判定は先端付近にしか発生しないため、隣接する敵には攻撃できない。また、レーザー照射はエックスがダメージを受けることで解除されてしまう。

### アーマー

#### ノーマル
エックスはカプセルに入ることで新たなパーツを取得し、パワーアップするという特殊能力を持っている。カプセルはステージの特定の場所に隠されており、カプセルに入ればそのパーツを入手できる。なお、本作ではアームパーツが2種類存在し、ゲーム内ではカプセルに入り直すことで任意に取り替えが可能である。いずれも特殊武器のチャージも可能になる。
なお、次作『ロックマンX5』で「フォースアーマー」と命名されることが明かされるため、本項でもこのアーマーをフォースアーマーと呼ぶことにする。コトブキヤより発売のプラモデルでもこの名称（Force Armor）で発売されている。
ヘッドパーツ
特殊武器のエネルギー効率を改善し、通常時の特殊武器の消費エネルギーを0にする。チャージ版は従来通り消費されるため、それによってエネルギーが尽きた場合は通常版も使用不能になる。
入手後はゲーム中の会話デモでエックスがヘッドパーツを被っている状態に変化する。
なお、この機能は『X6』まで弱体化しながらも多くのアーマーに搭載されることになる。
フットパーツ
空中でエアダッシュおよび一定時間滞空する「ホバリング」が使用可能になる。ホバリング中は方向キーによる前後移動およびエアダッシュ（静止時のみ）・各種武器が使用可能。滞空時間はその場で動かずに静止している状態では約3秒だが、前後移動を行うと約1秒に短縮される。
ボディパーツ
被ダメージを2/3に軽減、さらにノックバックを軽減し、その際の衝撃をエネルギーに変換・蓄積する。入手と同時に武器選択画面に専用のゲージが追加され、ゲージに蓄積されたエネルギーが満タンの状態でギガアタックボタンを押すことにより、全身にエネルギーを纏い前方へ高速突進する体当たり攻撃「ノヴァ・ストライク（Nova Strike）」が発動可能になる。なお、一度発動するとゲージは空になる。
ノヴァ・ストライクはエアダッシュ以上の飛距離を持つため、移動手段としても利用可能。また、発動中は一部の攻撃以外に対して無敵になる。ただし基本的にエアダッシュと同じ扱いであるため、ダッシュジャンプやホバリング、エアダッシュなどの動作から発動することはできない。
入手後はゲーム中の会話デモでエックスがボディパーツを装着している状態に変化する。
アームパーツ（ストックチャージショット）（Stock Charge Shot）
腕部が白色に、拳が青色に変化する。チャージショットが最大4発分まで蓄積可能な「ストックチャージショット」に変化する。ストックは通常のチャージ時間と同じ時間で2発分、その後順々に1発分ずつ追加される。残りストック数は体力ゲージ下にアイコンで表示される。威力・外見共に通常のチャージショットに比べると地味で見劣りするものの、同じチャージ時間でも合計した威力は通常の1.5倍以上になる。ストックを使い切らなくても再チャージは可能だが、追加の順番は変わらないため最大所要時間は短縮しない。
アームパーツ（プラズマチャージショット）（Plasma Charge Shot）
腕部が黒色に、拳が赤色に変化する。チャージショットが威力・貫通力・攻撃判定の増加および後述の追加効果を持つ「プラズマチャージショット」に変化する。外見は上記のストックチャージショットとは対照的に派手で巨大なものとなる。また、敵にヒットするとその場に一定時間停滞する球状のプラズマが発生、消滅するまで対象に追加ダメージを与え続ける。プラズマは画面内に最大3発まで発生する。
『X DiVE』では「Xフォースアーマー」の名前で登場し、2022年1月5日に通常ガチャで実装された。アクティブスキルは作中と同様「ストックチャージショット」と「ノヴァストライク」を持つ。ただし、こちらは作中のように「プラズマチャージショット」用のアームパーツおよび切り替え機能とホバリングは存在しない。
「ストックチャージショット」は作中の同様のショットのアイコンは存在せず、1度に1発づつ発射する。EXスキルの装備によって、1度に4連続発射が可能になる。
「ノヴァストライク」は一定のアーマーエネルギーを溜まると使用可能になり、作中と同様にアーマーエネルギーを全て使用することで上空に上がらずにそのまま直進して攻撃する。攻撃範囲は『X DiVE』の「アルティメットアーマー」の上位にあたる。発動後は再発動までのアーマーエネルギーが溜まるまで、そのアーマーより時間が掛かる。時間経過やダメージによってアーマーエネルギーは蓄積する。

#### アルティメットアーマー
本作初登場の隠しアーマー。ライト博士曰く、「禁断のパーツ」でエックスの戦闘能力を最大限まで引き出せるが、安全性が保証できないとされており、設定上は諸刃の剣とも言えるアーマー（ゲーム上では特にデメリットなどはない）。本作を機にX7以外のXシリーズに隠しアーマーとして登場する。通常のプレイでは登場せず、プレイヤー選択画面で特定の隠しコマンドを入力することによりゲーム中での入手が可能となる（通常のパーツを入手するカプセルが、アルティメットアーマー一式を入手するカプセルに置き換わる）。前述のコマンド入力が成功した状態でゲームを開始すると、その目印としてエックスの基本カラーが微妙に変化する。このコマンドは後述のブラックゼロ入手コマンドと共にカプコンのホームページで公開されている。
ゲーム中での基本的な性能は通常のアーマーとほぼ同じだが、ノヴァ・ストライクの使用可能回数が無制限（ゲージが常時満タン）になり、発動中は完全な無敵状態になる（通常は一部の敵に接触するとダメージを受けてしまう）などの性能強化が行われている。アームパーツはプラズマチャージショットで固定されており、ストックチャージショットへの交換はできないが、ノヴァ・ストライクの強化が非常に大きいため、総合的な性能はフォースアーマーの上位互換になっている。なお、ゲーム中のエックスの会話デモでは通常のヘッドパーツとボディパーツの状態になっている。以後『ロックマンX6』までのアルティメットアーマーの性能は、本作の性能が元となっている。
ゲーム未登場の能力の設定として、バスターからビームブレードを発生させる機能、背中のブースター（ノヴァ・ストライク時に出現）で飛行する機能、アーマー自体をボード状の支援飛行メカに変形・別働させる機能が存在し、それぞれ公式イラストも描かれている。これらは限定版付属のキット（バンダイから発売されていた『メガアーマー』シリーズ）で立体化されている。
『X DiVE』ではダイヴフェス限定ガチャとして登場。作中と同様の「プラズマチャージショット」と「Xフォースアーマー」と同様の「ノヴァストライク」のアクティブスキルを持つ。「Xフォースアーマー」と同様、ホバリングは存在しない。また、本編の姿からロックマンX アニバーサリー コレクションに登場するオリジナルの姿のスキン変更が可能となる。
「ノヴァストライク」は作中と同様の無制限ではなく、発動後は再発動までのクールタイムを25秒間となっている（パッシブスキルの習得やEXスキルの装備によって更に短縮可能になる。）。固有DNAの「プラズマチャージ」の習得によってフルチャージショットを敵に命中すると「ノヴァストライク」が再発動できるようになる。
また、アームパーツと同様で紫色仕様の武器アイテム「アルティメッター」も登場する。

## ゼロの技
ゼロは内部に組み込まれた「ラーニングシステム」により、ボスを倒すと攻撃技もしくは移動技を習得する。また、エックスとは異なり、その大半は武器ゲージを消費せずに使用することができる。技の大半はコマンド入力によって発動する。デフォルトの設定では、通常攻撃ボタンが□ボタン、必殺技ボタンが△ボタン、ギガアタックボタンがR2ボタンである。攻撃用ではない技もあり、該当ボスで習得した技では弱点を突けないボスが複数存在する。
ラーニングする技 - 習得しているボス
雷神撃（らいじんげき） - ウェブ・スパイダス
地上で必殺技ボタン：前方に電撃を纏ったセイバーを突き出す。リーチは長いが、攻撃前後の隙が比較的大きい。連続斬り1-2段目からのキャンセル発動が可能で、通常は攻撃発生までタイムラグが存在するが、この場合は即座に発動可能となる。発動中もダッシュまたはジャンプで動作を中断できる。
氷烈斬（ひょうれつざん） - フロスト・キバトドス
空中で+必殺技ボタン：地面に向けて、氷を纏ったセイバーを突き出しながら落下する対地攻撃。特定のステージトラップを凍結させることが可能。また、落下中は方向キー入力で僅かに前後移動が可能で、2段ジャンプまたはエアダッシュを使用することで動作を中断できる。
疾風牙（しっぷうが） - スラッシュ・ビストレオ
ダッシュ中に必殺技ボタン：ダッシュのような低姿勢から、前方へ滑りこむように斬りつける。発動時にダッシュは中断される。特定のブロックを破壊可能。
天空覇（てんくうは） - ストーム・フクロウル
この技を取得するとゼットセイバーの色が緑から紫に変化し、一部の敵弾をセイバーや必殺技の攻撃で破壊できるようになる。
飛燕脚（ひえんきゃく） - ジェット・スティングレン
空中でダッシュボタン：エックスと同性能のエアダッシュが可能になる。ただし空円舞との併用はできない。
龍炎刃（りゅうえんじん） - マグマード・ドラグーン
地上で+必殺技ボタン：上空へ跳び上がりつつ、炎を纏ったセイバーで斬りつける対空攻撃。一部の地形を燃やす。連続斬り1-2段目からのキャンセル発動が可能。
空円舞（くうえんぶ） - スプリット・マシュラーム
空中でジャンプボタン：空中でもう一度跳び上がる2段ジャンプが可能になる。
空円斬（くうえんざん） - 同上
空中で通常攻撃ボタン：上記の2つの技は同時に取得する。ジャンプ斬りが回転斬りに変化する。コマンドの関係上、習得後は初期のジャンプ斬りが使用不可になる。また、通常攻撃では倒せない一部の敵キャラクターを破壊可能になる。
落鳳破（らくほうは） - サイバー・クジャッカー
地上でギガアタックボタン：拳にエネルギーを溜めて地面を殴り、それによって拡散したエネルギー弾を9方向へ扇状に放出。発動中は行動不能だが無敵状態。唯一のエネルギー消費技であり、エネルギーは各種回復アイテムの取得、敵からダメージを受けることで回復可能。

### ブラックゼロ
黒いカラーリングのゼロ。エックスのアルティメットアーマー同様隠しキャラクターのような位置付けであり通常のプレイでは登場せず、プレイヤー選択画面で特定の隠しコマンドを入力することによりゲーム中での使用が可能となる。
アルティメットアーマーとは異なり、外見が変化する以外通常のゼロとの性能差は一切無く、ムービー中やダッシュ時の残像は赤いままである。

## ライドアーマー
2種類とも、従来の土木作業用ライドアーマーに戦闘能力の限界を感じたレプリフォース兵器開発部が開発を行った戦闘用ライドアーマーである。
ライデン
白兵戦用ライドアーマー。小豆色を基調としている。背中に搭載されたジェットブースターによる高速移動のほか、両腕の武装・電磁ブレードによる高い攻撃力を併せ持つ。マグマの高温にも多少耐えられるため、探索用としても使用されている。敵も本機と同型のライドアーマーを使用してくるが、こちらのカラーリングはカーキ色を基調としている。
イーグル
空中での迎撃・防衛戦用ライドアーマー。模擬戦で優秀な成績を収めそのまま量産された。青を基調としている。背中に可変翼とジェットパックを搭載しており、エアダッシュ及び長時間の滞空飛行が可能。武装は片腕に固定されたエネルギー砲による正面または斜め下方向への汎用ショット、及びチャージによって3方向同時に発射される誘導エネルギー弾。

## 補足

### スカイラグーン落下事件
レプリフォースに偽装された巨大イレギュラー＝イレギオンがスカイラグーンを襲撃し動力炉（浮遊装置）を破壊。ラグーンは地上の市街地に落下し多数の犠牲者を出す大惨事となった。カーネルはラグーン落下の報を受け、イレギュラーに拉致されたアイリスの救助も兼ねて遅れて自分の部隊と共に駆けつける。
ハンター司令部は現場に向かったハンターたち同様「レプリフォースと思われる軍隊がスカイラグーンを占拠」という情報を受けており、エックス（ゼロ）は遭遇したカーネルに武装解除・任意同行を要請する。カーネルはこれを断りその場を去ったため、ハンター本部はレプリフォース全体への疑いを強めた。
この落下事件をきっかけに組織にイレギュラーの嫌疑がかけられたことを受け、ジェネラルはレプリロイドだけの国家を造ることを決意。彼自身によってTV生中継による独立宣言が行われた。そして各地でレプリフォースのクーデターが相次いで勃発。大量のライフライン施設を破壊・占拠し多くの犠牲者を出すに及び、慎重な姿勢を見せていたイレギュラーハンターもレプリフォース組織全体をイレギュラー認定せざるを得なくなる。
かくして、後に「レプリフォース大戦」と呼ばれる戦争の幕が開けることとなった。

### カーネルとアイリスの関係
レプリフォースはかつて、ロックマンのような闘争心と平和を愛する心を持ったレプリロイドの開発を試みたが実験は失敗。相反する2つの心は闘争心をカーネル、平和を愛する心をアイリスとして独立させることとなった。
同じCPUを使用しプログラムの大半も共通のものとなっている彼らは互いを想いやる言動を見せ、兄妹と呼べる絆を有している。

## 主題歌
オープニングテーマ『負けない愛がきっとある』
作詞：松井五郎 作曲：林哲司 編曲：田代隆廣 歌：仲間由紀恵
エンディングテーマ『ONE MORE CHANCE』
作詞：松井五郎 作曲：林哲司 編曲：田代隆廣 歌：仲間由紀恵
この曲は、元々テレビ東京系アニメ『みすて♡ないでデイジー』のエンディングテーマとして使用されていた。
通常、他の作品のテーマソングとして使用されていた楽曲を全く無関係な作品でテーマソングとして再利用する場合、利権関係から別の者が歌ったカバーバージョンが使用されるが、当楽曲は本作と『みすて♡ないでデイジー』の両方とも仲間の音源が使用されている珍しい事例である。

## 他機種版
| No. | タイトル                                | 発売日                      | 対応機種                                            | 開発元      | 発売元         | メディア                                     | 型式 | 売上本数 | 備考                                       |
| --- | --------------------------------------- | --------------------------- | --------------------------------------------------- | ----------- | -------------- | -------------------------------------------- | ---- | -------- | ------------------------------------------ |
| 1   | ロックマンX4                            | 1998年11月26日              | PlayStation                                         | カプコン    | カプコン       | CD-ROM (PlayStation the Best)                | -    | -        | 廉価版                                     |
| 2   | ロックマンX4                            | 1998年12月3日               | Microsoft Windows                                   | カプコン    | カプコン       | CD-ROM                                       | -    | -        |                                            |
| 3   | ロックマンX4                            | 1998年12月10日              | セガサターン                                        | カプコン    | カプコン       | CD-ROM (サタコレ)                            | -    | -        | 廉価版                                     |
| 4   | ロックマンX4                            | 1999年11月12日              | Microsoft Windows                                   | カプコン    | メディアカイト | CD-ROM (ULTRA2000シリーズ)                   | -    | -        | 廉価版                                     |
| 5   | ロックマンX4                            | 2004年7月16日               | Microsoft Windows                                   | カプコン    | メディアカイト | CD-ROM (遊遊シリーズ)                        | -    | -        | 廉価版                                     |
| 6   | Mega Man X Collection                   | 2006年1月10日               | PlayStation 2 ニンテンドー ゲームキューブ           | カプコン    | カプコン       | DVD-ROM 8センチ光ディスク                    | -    | -        | 他シリーズの6作品との合同収録作            |
| 7   | ロックマンX4(エックスver.)              | 2011年12月1日               | 携帯アプリ                                          | カプコン    | カプコン       | ダウンロード                                 | -    | -        |                                            |
| 8   | ロックマンX4(ゼロver.)                  | 2012年1月5日                | 携帯アプリ                                          | カプコン    | カプコン       | ダウンロード                                 | -    | -        |                                            |
| 9   | ロックマンX4                            | 2014年12月17日              | PlayStation 3 PlayStation Portable PlayStation Vita | カプコン    | カプコン       | ダウンロード (ゲームアーカイブス)            | -    | -        | PlayStation版の移植 2019年12月13日配信終了 |
| 10  | ロックマンX アニバーサリー コレクション | 2018年7月26日 2018年7月24日 | PlayStation 4 Nintendo Switch Xbox One Steam        | カプコン M2 | カプコン       | BD-ROM・Switch専用ゲームカード・ダウンロード | -    | -        | 他シリーズの3作品との合同収録作            |

携帯アプリ版
docomoとauの携帯電話用アプリで、エックスver.が2011年12月1日に、ゼロver.が2012年1月5日に配信開始された。PS・SS版との相違点は以下の通り。
- エックス編とゼロ編が分割されて配信。
- アルティメットアーマー、ブラックゼロ等の一部隠し要素廃止
- アニメパートが廃止され、アニメパートのセリフは会話パートとして進行する。
- 大容量であるため、ステージ開始時にダウンロードの警告メッセージが表示される。
- 会話パートのほとんどが漢字表記されている。
- クジャッカーステージのスタート地点でダブルとアイリスがゲートについてアドバイスする。

## 関連書籍
- 覇王ゲームスペシャル93『ロックマンX4 XtoZ攻略ファイル』1997年、講談社 ISBN 4063292932
- 『ロックマンX4 公式イレギュラーハンターズマニュアル』1997年、アスペクト ISBN 489366848X
- コミックボンボンスペシャル116『ロックマンX4 最強大図鑑』1997年、講談社 ISBN 4061033166
- テレビマガジングレート百科103『ロックマンX4 ひみつ大図鑑』1997年、講談社 ISBN 4063394042